# Viscount Eccles

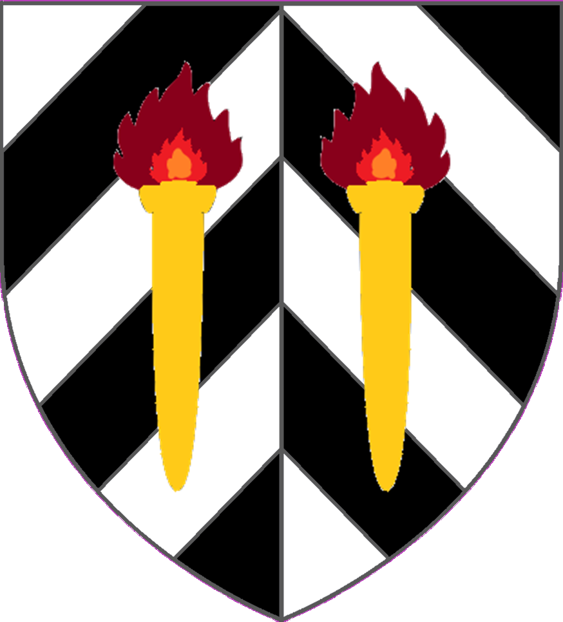
Wappen der Viscounts Eccles

Viscount Eccles, of Chute in the County of Wilts, ist ein erblicher britischer Adelstitel in der Peerage of the United Kingdom.
Aktueller Familiensitz der Viscounts ist Moulton Hall bei Richmond in North Yorkshire.

## Verleihung und nachgeordnete Titel
Der Titel wurde am 14. Januar 1964 dem konservativen Politiker David Eccles, 1. Baron Eccles, verliehen. Bereits am 1. August 1962 war ihm der fortan nachgeordnete Titel Baron Eccles, of Chute in the County of Wilts, verliehen worden.

## Liste der Viscounts Eccles (1964)
- David Eccles, 1. Viscount Eccles (1904–1999)
- John Eccles, 2. Viscount Eccles (* 1931)

Titelerbe (Heir apparent) ist der Sohn des aktuellen Titelinhabers, Hon. William David Eccles (* 1960). 